# Public Service Building (Portland)
El Public Service Building es un rascacielos histórico situado en el centro de Portland, en el estado de Oregón (Estados Unidos). Mide de 67 m y tiene 15 plantas. Junto con su garaje de estacionamiento adjunto, fue incluido en 1996 en el Registro Nacional de Lugares Históricos como Public Service Building and Garage. Fue construido para albergar las oficinas de Portland Gas and Coke Company y Pacific Power and Light Company. Uno de sus locales comerciales fue la primera tienda de Niketown.

## Detalles estructurales
Las alas norte y sur del edificio tenían originalmente dos pisos de altura, pero se construyeron hasta su altura actual de 12 pisos en 1957. Considerado un rascacielos, una vez terminado, el Public Service Building se convirtió en el edificio más alto de Portland, manteniendo ese récord hasta la década de 1960. Fue superado por el Hilton Portland Hotel en agosto de 1962, cuando ese edificio alcanzó los 70 m
La central eléctrica principal de la ciudad estuvo una vez ubicada en el sótano. El espacio ahora se usa para albergar las principales fuentes de energía de la ciudad.

## Detalles arquitectónicos
El Public Service Building fue el tercero de tres edificios de estilo italianizante similar construidos en Portland por la firma del prolífico arquitecto local A. E. Doyle. El diseñador principal del proyecto, Charles K. Greene, trabajó en los otros edificios italianos encargados por Doyle en Portland: el edificio más pequeño del Banco de California (1924) y el Pacific Building (1926). Green inició el diseño de esta estructura, pero dejó Portland antes de que se completara el edificio. Pietro Belluschi luego completó el proyecto.
Los tres primeros pisos del Edificio de Servicios Públicos están revestidos de terracota gris y los pisos superiores de ladrillo gris. Las cornisas y detalles también son de terracota. El edificio tiene un motivo de ondas estilizadas que se puede ver a lo largo de sus molduras. El techo original, al igual que sus edificios hermanos, estaba revestido con teja de arcilla roja. El toque de Pietro Belluschi se puede ver en el vestíbulo del edificio, donde diseñó las puertas de los ascensores que representaban a los inquilinos de la empresa de servicios públicos.
Aprovechando que es el edificio más alto de la ciudad, las empresas de servicios públicos agregaron letreros de neón sobre el techo: "POWER", "HEAT", "GAS" y "LIGHT", cada uno apuntando en una dirección cardinal. En algún momento, los cuatro lados de este letrero decían "PODER DEL PACÍFICO".
AE Doyle murió en enero de 1928, solo tres semanas después de la apertura del Edificio de Servicios Públicos.

## Renovaciones
El Public Service Building fue renovado  en 1957, 1973 y 1999. La primera renovación elevó la altura de las alas del edificio a 12 pisos. En 1973, se quitaron los letreros de neón y los techos originales y se instaló un nuevo techo de metal. Las renovaciones de 1999 se enfocaron en reducir los costos de energía con nueva tecnología, con un costo de alrededor de 20 millones de dólares
El edificio se vendió en 1993 a Goodman Family, también propietarios de estacionamientos y lotes en Portland, por 3 millones de dólares.

## Inquilinos notables

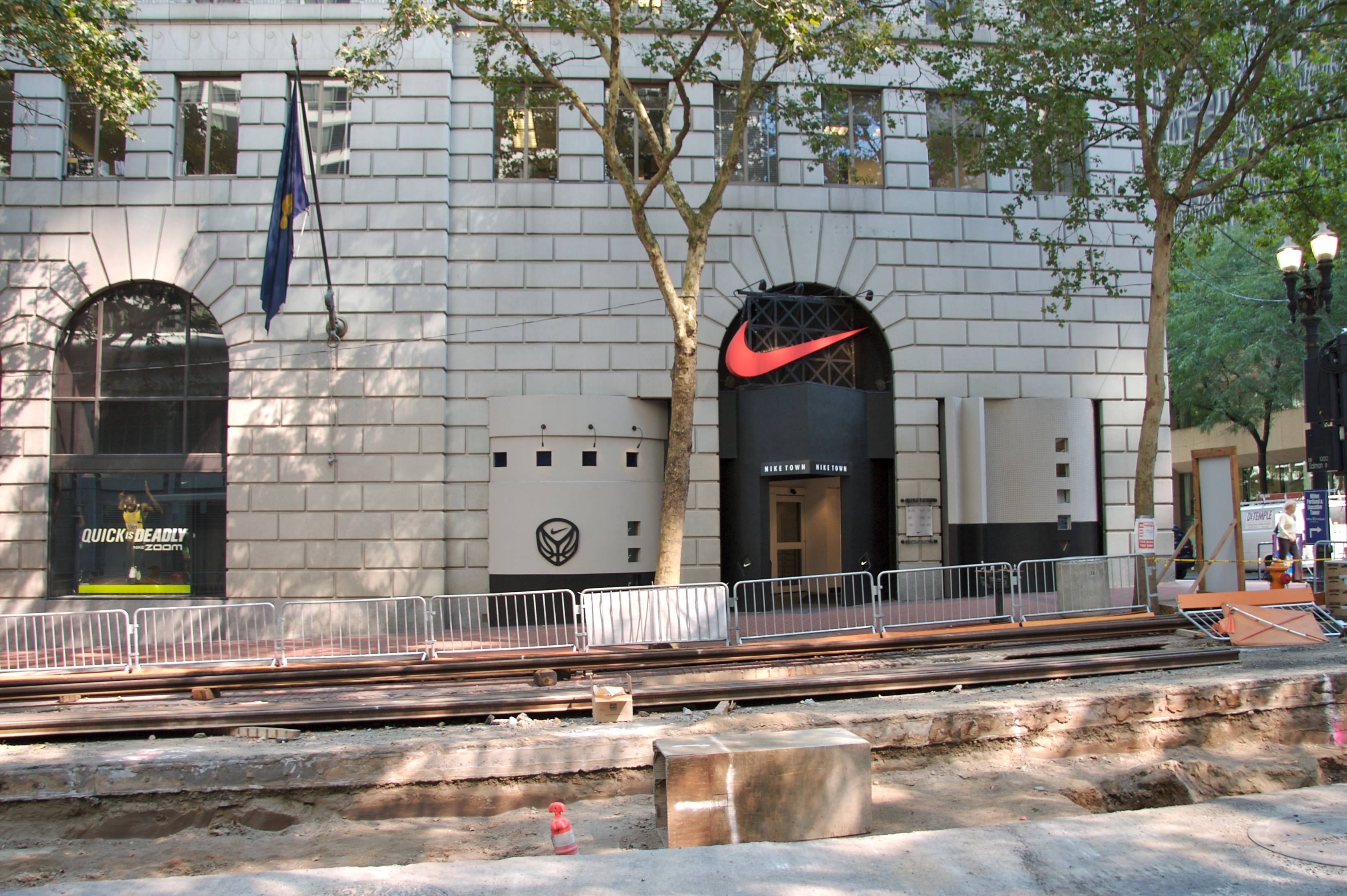
La tienda Niketown original, en 6th y Salmon, en el edificio de servicios públicos, en el centro de Portland, Oregón, con la reconstrucción del Portland Transit Mall (para agregar vías de tren ligero MAX) en el futuro

La primera tienda minorista de Nike que se abrió en cualquier lugar estaba ubicada en la planta baja del Public Service Building, en la esquina de las calles 6 y Salmon. Conocido como Niketown, un nombre que luego se usó para tiendas Nike adicionales en otras ciudades importantes, abrió en noviembre de 1990. Cerró en este lugar 21 años después, en octubre de 2011, y se mudó a un lugar diferente en el centro de Portland.